# Kurt Juhn
Kurt Juhn (geboren 17. November 1896 in Prerau, Österreich-Ungarn; gestorben am 30. November 1971 in New York) war ein österreichischer Journalist, Schriftsteller und Fußballspieler, der auch unter den Pseudonymen Kurt Gohn, Kurt Gonn, Günter Hänsele, Peter Elemia, Aage Stördal-Jerfalla, William C. Philips, Kirk Ewen, Ernst Drayard und Jan Havliček publizierte.
Zeitgenössische Kritiken zeugen von früher Prominenz und Anerkennung Juhns als Autor im deutschsprachigen Raum vor seiner Flucht vor den Nationalsozialisten.:106 Auch seine nicht minder vorhandene Bekanntheit als Fußballer des SC Hakoah Wien blieb zunächst erhalten, so spielte er vor 1933 noch in Prominentenmannschaften mit und gegen Größen wie Hans Albers.

## Leben und Werk
Kurt Juhn entstammte einer jüdischen Familie. Er war der Bruder des Journalisten und Kabarettisten Erich Juhn (1895–1973); bis 1930 lebte er in Wien. Er studierte Politikwissenschaften, Geschichte und Literatur. Bevor er als freier Autor, Journalist und Feuilletonist hervortrat, war er im Buchhandel tätig. Juhn war verheiratet mit der Lyrikerin Carola Sokol.
Juhn war Mitglied beim SC Hakoah Wien, bei dem er bereits in der Jungmannschaft antrat und der mit ihm als Mittelfeldspieler in der Saison 1919/20 erstklassig wurde.
Im September 1930 übersiedelte Juhn nach Berlin, von wo er nach der Machtübernahme der Nationalsozialisten nach Prag zog, wo er unter anderem (meist als Ghostwriter für tschechische Autoren) für den Film und das Prager Tagblatt und weitere Zeitungen schrieb. Eine Sammlung von 15 in Prag spielenden Kurzgeschichten um Arsène Lupin erschien 1934 auch in Buchform. Mit Die weiße Göttin (1934) verfasste er das Libretto zu einer erfolgreich in Karlsbad uraufgeführten Operette. 1937 ließ Juhn sich noch einmal kurzzeitig in Wien nieder, um dann über einen längeren Aufenthalt in Französisch-Nordafrika (Marokko) in die USA zu fliehen, wo er bis zu seinem Tod lebte.
In New York arbeitete Juhn u. a. für die jüdische Zeitung Aufbau sowie für das Harper’s Magazine, später auch als Auslandsberichterstatter für deutsche Zeitschriften wie Frau im Spiegel. Zahlreiche Kabaretttexte und -lieder schrieb Juhn für Oscar Tellers jüdisch-politische Kleinkunstbühne „Die Arche“ und ihr Nachfolgetheater.
In den 1960er Jahren verfasste er außerdem Reportagen über wahre Verbrechen für die von Robert A. Stemmle und Herrmann Mostar herausgegebene Buchreihe Der neue Pitaval (1963–1969). Darüber hinaus war Juhn in den USA an Filmprojekten beteiligt. So zeichnete er beispielsweise für „Adaption“ und „Translation“ des mit dem Oscar für den besten Dokumentarfilm ausgezeichneten Black Fox: The True Story of Adolf Hitler (1962) mit Marlene Dietrich verantwortlich.
Sein literarisches Werk umfasst Romane und Krimis, historische Erzählungen, Reportagen und Kurzgeschichten, Glossen und anderweitige Satiren; darüber hinaus schrieb er Hörspiele, Drehbücher und Texte für das Kabarett sowie Gedichte.
Juhns Todesjahr wird in deutschen Quellen ohne weitere Datierung mit 1965 angegeben. Da Exilforscher noch Tätigkeiten Juhns in New York gegen Ende der 1960er Jahre ausgemacht zu haben meinen, erscheint das in tschechischen Quellen angegebene Todesdatum 30. November 1971 wahrscheinlicher.

## Wirkung
Die Literaturwissenschaftlerin Susanne Alge wies auf die breite Fächerung seiner Themen hin, deren Bogen „von einer Chronik aus den Zeiten der Inquisition bis zu einem technisch-utopischen Roman“ reiche. Alge zufolge war Juhn „genauso fähig, eine Liebesgeschichte in komödienhaftes wie in kriminalistisches Geschehen zu verpacken, mit politisch spitzer Feder zu schreiben oder mit leichter Hand Grotesken aus dem Alltag zu verfassen. Abenteurer taugten ebenso zu seinen Protagonisten wie Gestalten, die im inneren oder offenen Widerstand zu den Nazis standen“.
Der Literaturwissenschaftler Hans-Albert Walter wählte mit „Jean Bart“ hißt die weiße Flagge (1943) einen Text Juhns für sein zu Lebzeiten unveröffentlichtes Buchprojekt EXIL Literarische Wortmeldungen aus deutschsprachigen Zeitschriften 1933–1950 (2022) aus, als Teil einer „repräsentativen Auswahl der im Exil entstandenen Kleinprosa“.
Darüber hinaus teilt er das Schicksal vieler vor dem Nationalsozialismus geflohenen Künstler von Rang, dass sein Werk im deutschsprachigen Raum eher der Vergessenheit anheim fiel.

## Schriften
- Zauber. Novelle einer Nacht. Saturn-Verlag, Wien 1926.
- Tagebuch eines Berufsreisenden. Roman. Saturn-Verlag, Wien 1930.
- Das Rätsel um Mary Weel. Kriminalroman. Vier Hefte, Sunlicht-Gesellschaft, Mannheim/Berlin 1931 (Illustrationen von Hanns Anker).
- Pražská hostina Arsèna Lupina. 15 dobrodružství. Sfinx, Prag 1934 (übersetzt von Ferdinand Kruliš).
- Hrsg.: Der Hexenhammer. Die mittelalterliche Historie von der Folterung des Medicus Johann Weyer. Flensch, Prag 1934; Friedrich Krause, New York 1944 (mit Lithografien von Erich Godal).

## Filmografie
- 1935: Der erste Kuß (První políbení). Spielfilm. Regie: Vladimír Slavínský (Vorlage)
- 1936: Arme kleine Inge. Spielfilm. Regie: Robert Land, Otto Kreisler (Drehbuch)